# Den forførende Circe
Den forførende Circe (originaltitel Circe, the Enchantress) er en amerikansk stumfilm fra 1924 af Robert Z. Leonard.

## Medvirkende
- Mae Murray som Circe/Cecilie Brunne
- James Kirkwood, Sr. som Peter Van Martyn
- Tom Ricketts som Archibald Crumm
- Charles K. Gerrard som Ballard 'Bal' Barrett
- William Haines som William Craig
- Lillian Langdon som Agatha
- Gene Cameron som Ducelle